# Diocesi di Utina
La diocesi di Utina (in latino Dioecesis Uthinensis) è una sede soppressa e sede titolare della Chiesa cattolica.

## Storia
Utina, corrispondente al sito archeologico di Oudna (36°36'30.90" N  10°10'09.43" E), 30 km. a sud di Tunisi nell'odierna Tunisia, è un'antica sede episcopale della provincia romana dell'Africa Proconsolare, suffraganea dell'arcidiocesi di Cartagine.
La diocesi di Utina è una delle più antiche dell'Africa; la sua esistenza e quella del suo vescovo sono attestati da Tertulliano nel De monogamia, verso gli inizi del III secolo. Il primo vescovo documentato è Felice, che prese parte al concilio di Cartagine convocato il 1º settembre 256 da san Cipriano per discutere della questione relativa alla validità del battesimo amministrato dagli eretici, e che figura al 26º posto nelle Sententiae episcoporum. Lampadio si recò al concilio di Arles nelle Gallie nel 314 assieme a Ceciliano di Cartagine. Alla conferenza di Cartagine del 411, che vide riuniti assieme i vescovi cattolici e donatisti dell'Africa romana, presero parte il cattolico Isacco e il donatista Feliciano.
A Utina, Mesnage e Toulotte attribuiscono il vescovo Gallonio (o Galloniano), presente al concilio cartaginese del 419, che Morcelli assegna invece alla diocesi di Utica; i manoscritti riportano entrambe le lezioni Uticensis e Utinensis, con prevalenza tuttavia di quest'ultima. Al concilio cartaginese del 525 prese parte il vescovo Quieto; Morcelli ignora questo vescovo e al suo posto inserisce Felicissimo, che tuttavia è assegnato dal medesimo autore anche alla sede di Sedela, ossia Medeli.
Dal XVIII secolo Utina è annoverata tra le sedi vescovili titolari della Chiesa cattolica; dal 21 dicembre 1988 il vescovo titolare è William Joseph Winter, già vescovo ausiliare di Pittsburgh.

## Cronotassi

### Vescovi
- Anonimo † (inizio III secolo)
- Felice † (menzionato nel 256)
- Lampadio † (menzionato nel 314)
- Isacco † (menzionato nel 411)
  - Feliciano † (menzionato nel 411) (vescovo donatista)
- Gallonio (o Galloniano) † (menzionato nel 419)
- Quieto † (menzionato nel 525)

### Vescovi titolari
- Johann Franz Anton von Sirgenstein † (23 settembre 1722 - 29 gennaio 1739 deceduto)
- Juan Manuel Rodríguez Castañón † (4 maggio 1739 - 20 marzo 1752 nominato vescovo di Tuy)
- Mathieu Righet † (20 marzo 1815 - 1822 deceduto)
- Maximos Givaid (Jouwed)  † (9 marzo 1824 - 15 agosto 1824 nominato patriarca di Alessandria dei Copti)
- Timothy Casey † (30 settembre 1899 - 25 marzo 1901 succeduto vescovo di Saint John)
- Damien Grangeon, M.E.P. † (21 marzo 1902 - 21 novembre 1933 deceduto)
- Oscar Morin, M.Afr. † (26 febbraio 1934 - 6 aprile 1952 deceduto)
- José María Cavallero † (16 luglio 1952 - 20 dicembre 1955 nominato vescovo di Melo)
- José Bezerra Coutinho † (4 agosto 1956 - 28 gennaio 1961 nominato vescovo di Estância)
- Giuseppe Vairo † (8 luglio 1961 - 19 gennaio 1962 nominato vescovo di Gravina e Irsina)
- Jacques-Julien-Émile Patria † (30 aprile 1962 - 3 agosto 1965 nominato vescovo di Périgueux)
- Felicissimo Stefano Tinivella, O.F.M. † (18 settembre 1965 - 22 febbraio 1967 nominato arcivescovo di Ancona e Numana)
- Henry Joseph O'Brien † (20 novembre 1968 - 5 gennaio 1971 dimesso)
- Charles-Amarin Brand † (28 dicembre 1971 - 30 luglio 1981 nominato arcivescovo di Monaco)
- Domenico Amoroso, S.D.B. † (2 settembre 1981 - 8 settembre 1988 nominato vescovo di Trapani)
- William Joseph Winter, dal 21 dicembre 1988